# Casa del 6 del Carrer de Sant Pere
La Casa del 6 del Carrer de Sant Pere és un edifici medieval de la vila de Vilafranca de Conflent, de la comarca d'aquest nom, a la Catalunya del Nord.
Com el seu nom indica, és en el número 6 del carrer de Sant Pere, en el sector nord-occidental de la vila. Li corresponen les parcel·les cadastrals 33 i 35.

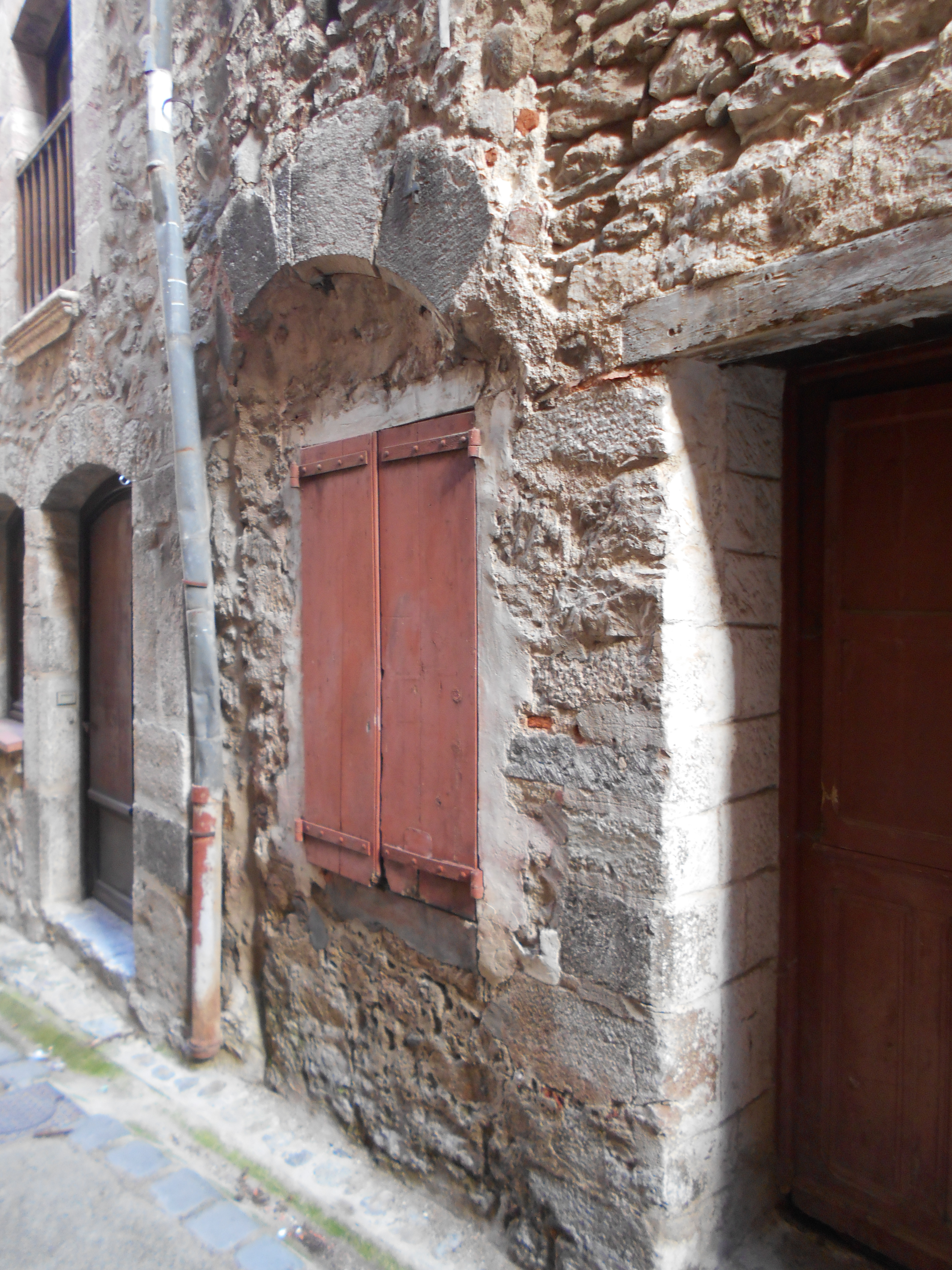
Detall d'un dels portals de la casa

La casa, del segle xiv, ha estat molt afectada pel pas del temps. Actualment subdividit en dos habitatges, de la construcció original només ha conservat alguns elements de la planta baixa de la façana: al costat de migdia, un arc segmental, amb el muntant dret destruït i les arestes de l'esquerra aixamfranades (se suposa que el desaparegut era igual).
Més cap al nord, hi havia vestigis de dos altres arcs segmentals, destruïts, dels quals es conservaven només els muntants aixamfranats. En l'actualitat han estat reconstruïts, i un fa de porta de l'habitatge, i el més septentrional, de finestral. La porta, que també té desaparegut el muntant esquerre, està coronada per un estret dintell.